# 타부 (배우)
타부(힌디어: तबु, 영어: Tabu, 1971년 11월 4일 ~ )는 인도의 배우이다.